# Dmitri Zherebchenko
Dmitri Anatólievich Zherebchenko –en ruso, Дмитрий Анатольевич Жеребченко– (Kurchátov, 27 de junio de 1989) es un deportista ruso que compite en esgrima, especialista en la modalidad de florete.
Ganó tres medallas en el Campeonato Mundial de Esgrima entre los años 2017 y 2019, y dos medallas en el Campeonato Europeo de Esgrima, oro en 2018 y plata en 2017. En los Juegos Europeos de Bakú 2015 obtuvo una medalla de bronce en la prueba por equipos.

## Palmarés internacional
| Campeonato Mundial | Campeonato Mundial | Campeonato Mundial | Campeonato Mundial  |
| Año                | Lugar              | Medalla            | Prueba              |
| ------------------ | ------------------ | ------------------ | ------------------- |
| 2017               | Leipzig (Alemania) | Medalla de oro     | Florete individual  |
| 2018               | Wuxi (China)       | Medalla de bronce  | Florete por equipos |
| 2019               | Budapest (Hungría) | Medalla de bronce  | Florete individual  |
| Juegos Europeos    |                    |                    |                     |
| Año                | Lugar              | Medalla            | Prueba              |
| 2015               | Bakú (Azerbaiyán)  | Medalla de bronce  | Florete por equipos |
| Campeonato Europeo |                    |                    |                     |
| Año                | Lugar              | Medalla            | Prueba              |
| 2017               | Tiflis (Georgia)   | Medalla de plata   | Florete por equipos |
| 2018               | Novi Sad (Serbia)  | Medalla de oro     | Florete por equipos |